# Formia

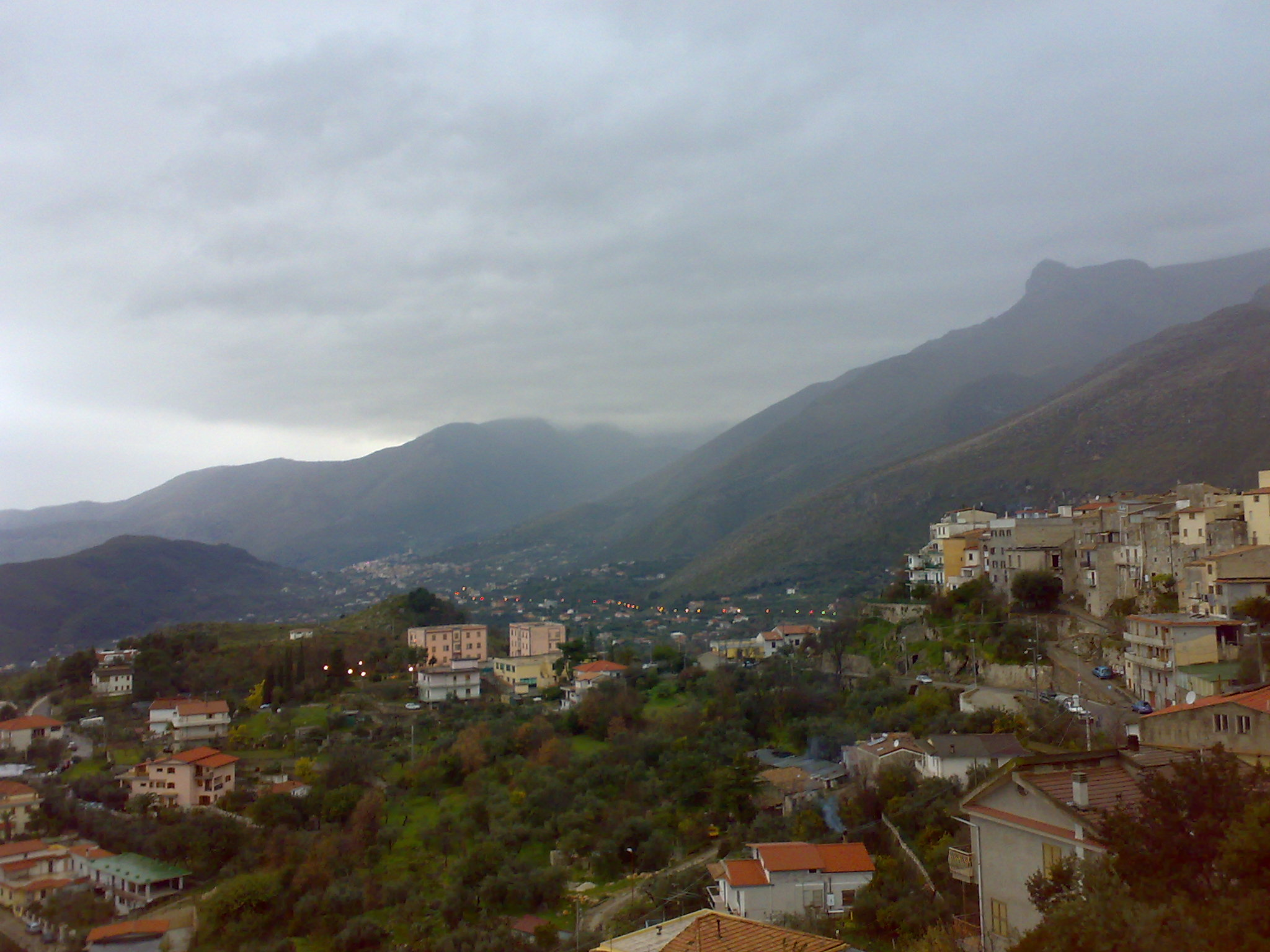
Castellonorato

Formia es una localidad italiana de la provincia de Latina, región de Lacio. Tiene una población estimada, a fines de septiembre de 2021, de 37 368 habitantes.

## Evolución demográfica
| Gráfica de evolución demográfica de Formia entre 1861 y 2021 |
|                                                              |
| Fuente ISTAT - elaboración gráfica de Wikipedia              |

## Ciudades hermanadas
- Ferrara
- Fleury-les-Aubrais
- Gračanica
- Haninge
- Santeramo in Colle